# Echinostrephus
Echinostrephus is een geslacht van zee-egels uit de familie Echinometridae.

## Soorten
- Echinostrephus aciculatus A. Agassiz, 1863
- Echinostrephus molaris (Blainville, 1825)
- Echinostrephus saipanicum Cooke, 1957 †

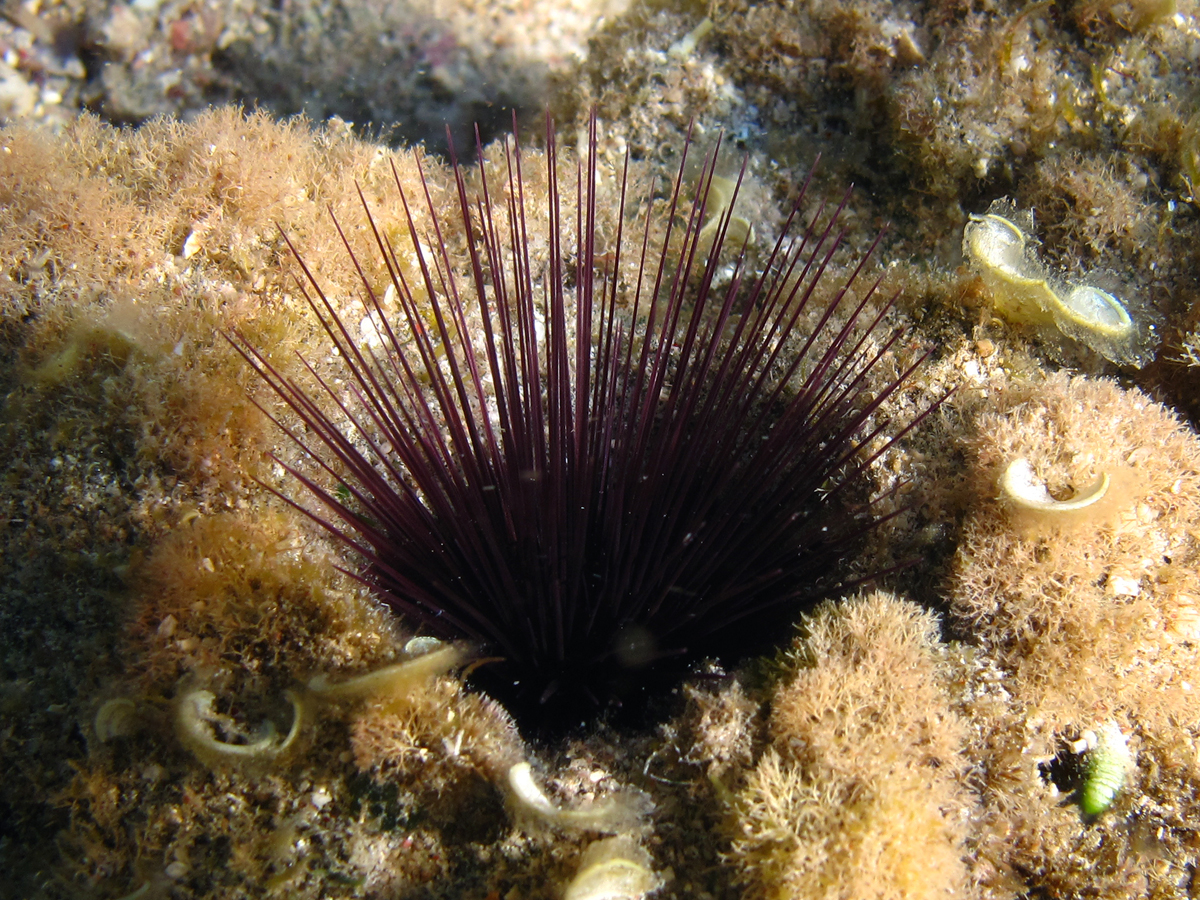
Echinostrephus aciculatus
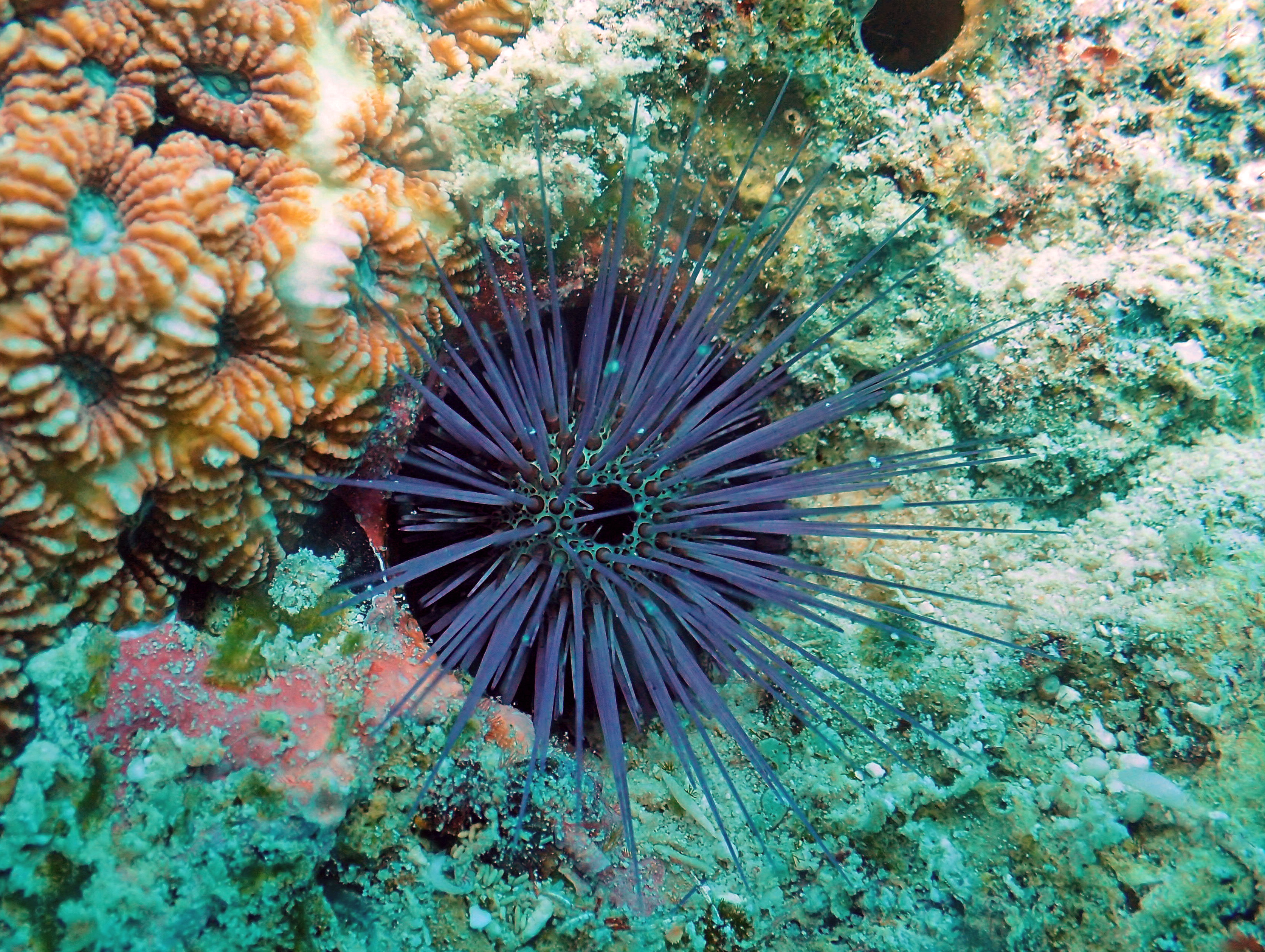
Echinostrephus molaris